# Rådmansleden

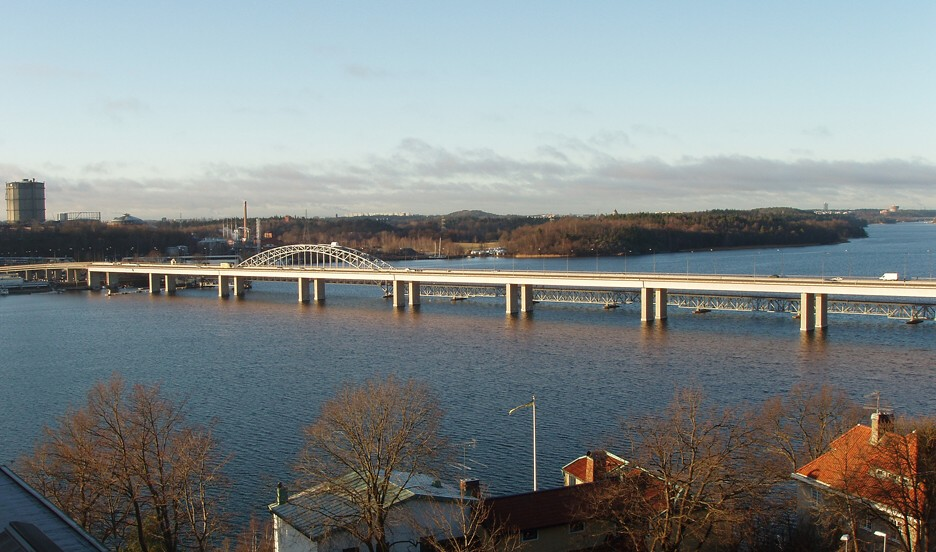
Lidingöbron (Gamla Lidingöbron skymtar bakom den nyare bron från 1971).

Rådmansleden var en planerad trafikled i Stockholm, mellan Fridhemsplan/Drottningholmsvägen och Lidingövägen, främst förlagd i tunnlar men även med ramper vid Barnhusviken. Leden var en del av 1960 års trafikledsplan som bland annat behandlade Stockholms ringled. På SL:s innerstadskarta från 1975–1976 är den framtida trafikplatsen inritad strax väster om Barnhusbron.

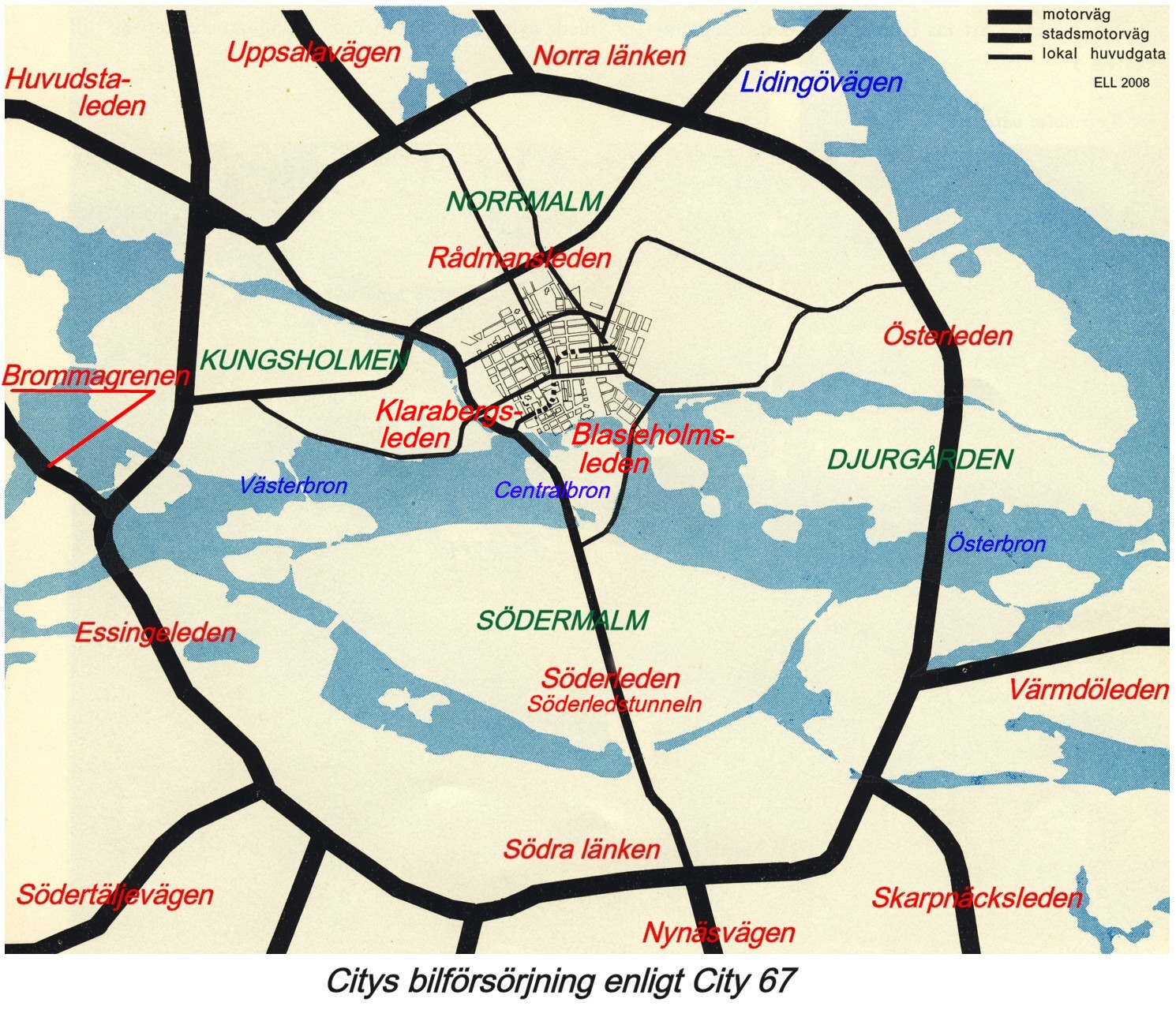
Översiktskarta över 1967 års trafikleder i Stockholm, Rådmansleden syns i övre delen av kartbilden, från Kungsholmen i väst till Lidingövägen i nordost.

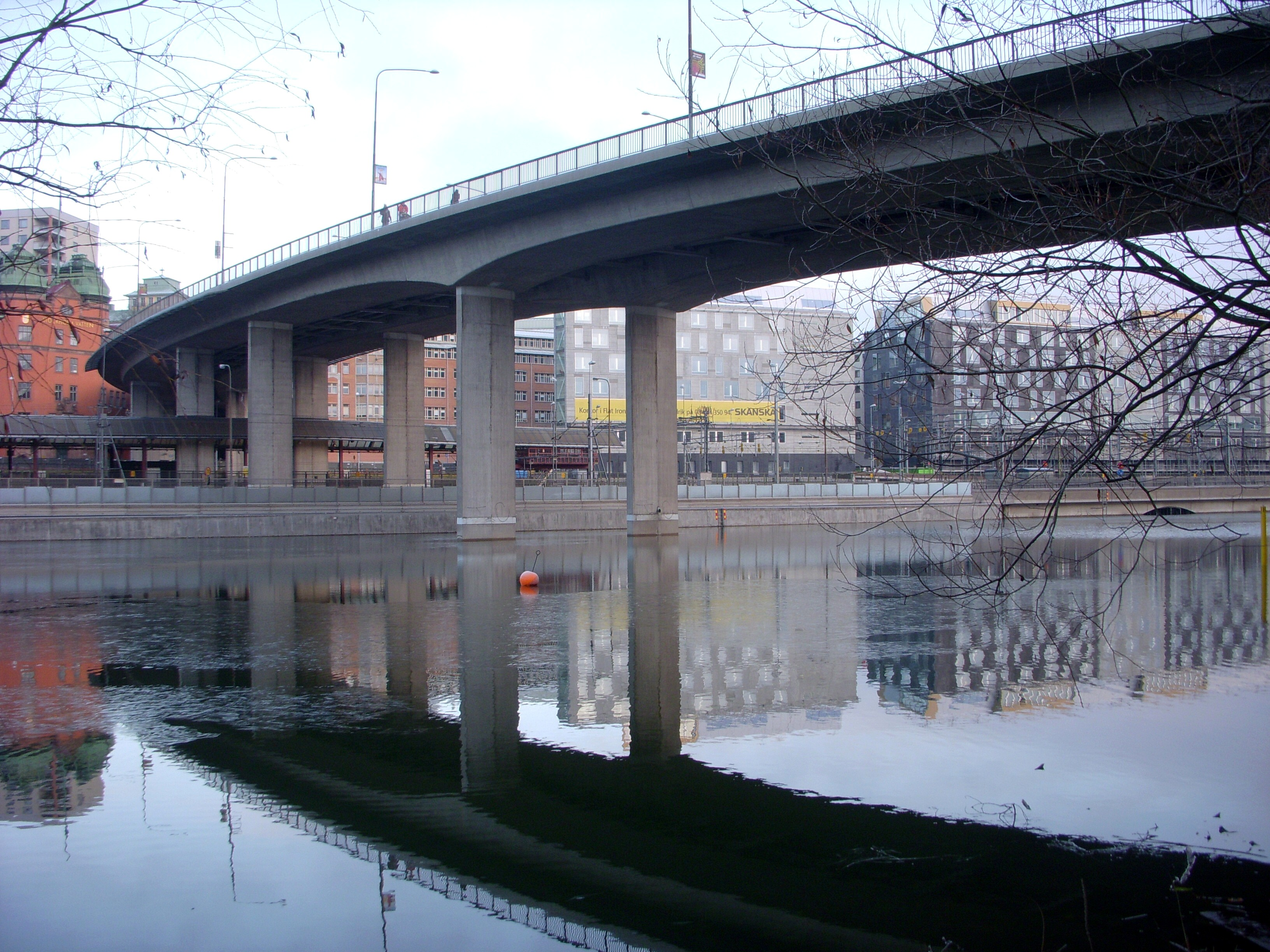
Barnhusbron.

Från anslutningen till Drottningholmsvägen vid Fridhemsplan skulle leden föras i en tunnel under Kronobergsparken och Sankt Eriksområdet och sedan via en trafikplats över Barnhusviken och nå Torsgatan i höjd med byggnaden för Stockholm Vatten. Vid Torsgatan skulle Rådmansleden försvinna i en lång tunnel under Rådmansgatan som mynnade i en viadukt över Sveavägen för att sedan fortsätta mot Birger Jarlsgatan, där leden skulle gå i tunnel under Eriksbergsområdet fram till Valhallavägen. Leden skulle ha sex filer, förutom fyra filer under Kronobergsparken. Sträckningen skulle enligt den ursprungliga planeringen bland annat ha inneburit att Öskaret 1, Ferdinand Bobergs och Gustaf de Frumeries byggnad för dåvarande gasverket (nu Stockholm Vatten), hade behövt rivas tillsammans med delar av Sabbatsbergs- och Sankt Eriks sjukhus. 
Barnhusbron, som uppfördes 1968–1969, var en del i den framtida trafikplatsen och tänkt som en separat bro för lokaltrafiken, för att avlasta korsningen Kungsgatan/Vasagatan. I projektet för Rådmansleden kallades bron ”Tegnérbron” och var en av tre broar över Barnhusviken i en stor trafikplats. Den hade möjlig gjorts genom stadens inköp av AB Separators fabriksområde i kvarteret Brädstapeln.
Den nya Lidingöbron (invigd 1971) konstruerades med tre körfält i vardera riktningen med tanke 
på den framtida leden. Orsaken till att Rådmansleden inte byggdes var främst en svängande opinion, brist på medel samt att Storstockholm inte växte befolkningsmässigt i den takt som var förutspådd.